# Бесерріль-де-Кампос
Бесерріль-де-Кампос (ісп. Becerril de Campos) — муніципалітет в Іспанії, у складі автономної спільноти Кастилія-і-Леон, у провінції Паленсія. Населення — 959 осіб (2010).
Муніципалітет розташований на відстані близько 200 км на північ від Мадрида, 12 км на північний захід від Паленсії.

## Демографія
Динаміка населення (INE ):

## Галерея зображень

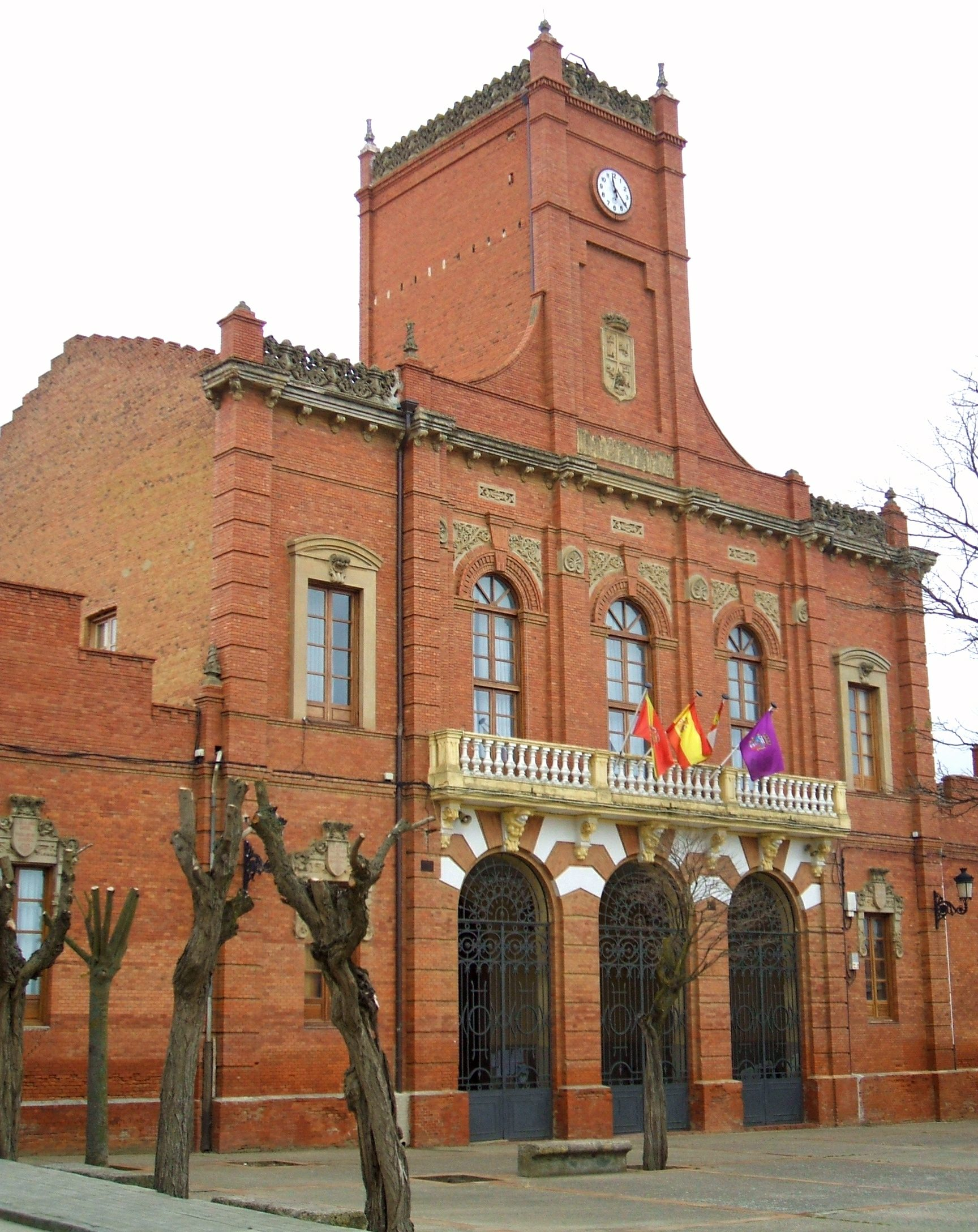
Муніципальна рада
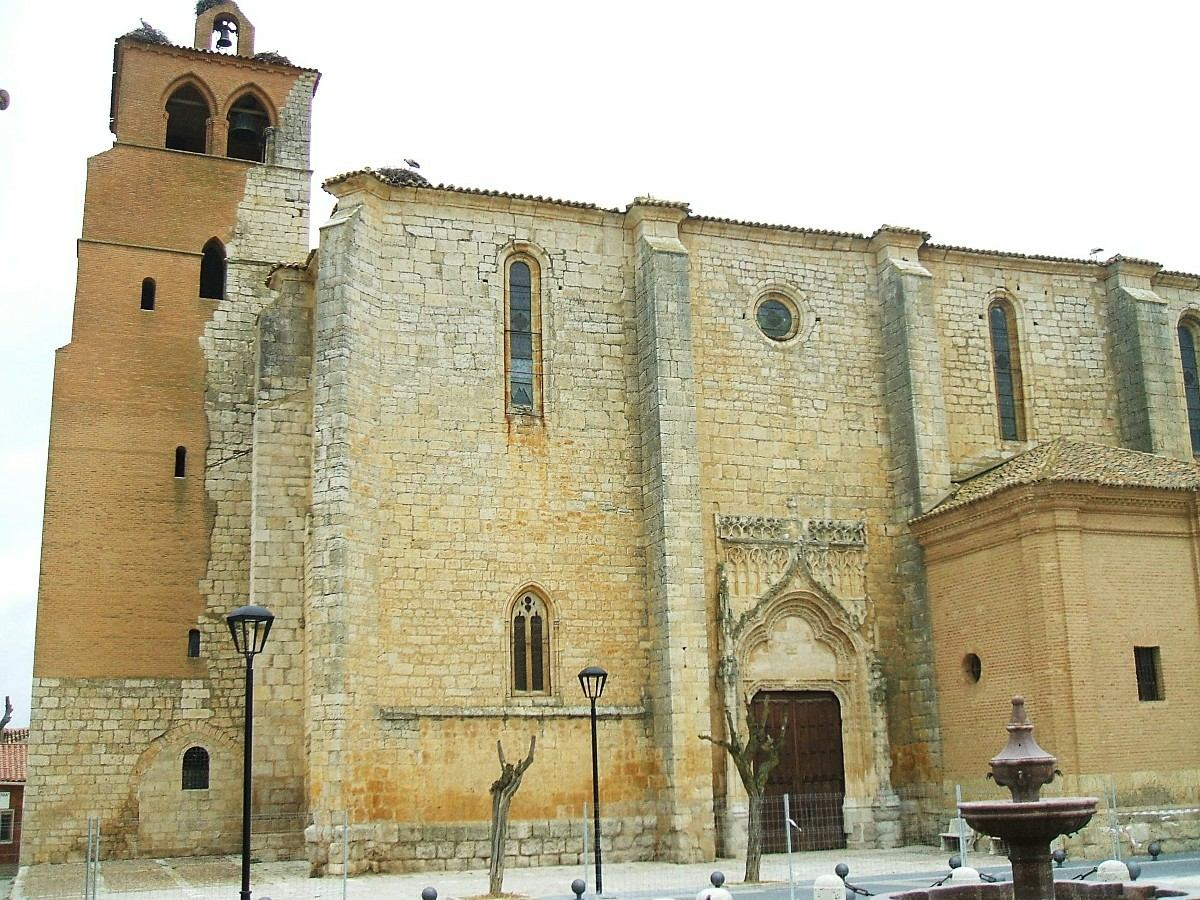
Парафіяльна церква Санта-Еухенія